# Kotarz (Beskid Żywiecki)
Kotarz (1108 m n.p.m.) – mało wybitny szczyt w Beskidzie Żywiecko-Kisuckim. Kotarz znajduje się w Grupie Wielkiej Raczy, jednak nie w jej głównym grzbiecie, lecz w bocznym, który odgałęzia się od Wielkiej Rycerzowej i poprzez Małą Rycerzową, Wiertalówkę, Kotarz, przełęcz Kotarz (przełęcz) i Muńczoł ciągnie się aż do doliny Soły w Ujsołach. Grzbiet ten w całości znajduje się na terenie Polski.
Grzbiet w którym znajduje się Kotarz oddziela dolinę potoku Danielka od doliny potoku Cicha. Na wschodnich, podszczytowych stokach Muńczoła i Kotarza znajduje się leśny rezerwat przyrody Muńcoł.
Kotarz znajduje się w granicach miejscowości Soblówka w województwie śląskim, w powiecie żywieckim, w gminie Ujsoły. W regionalizacji fizycznogeograficznej Polski według Jerzego Kondrackiego Grupa Wielkiej Raczy zaliczana jest do Beskidu Żywieckiego, w nowszej polskiej regionalizacji z 2018 roku do Beskidu Żywiecko-Kisuckiego. Przez szczyt Kotarza prowadzi szlak turystyki pieszej, natomiast zachodnimi zboczami, leśną drogą do zwózki drzewa szlak rowerowy.

## Nazwa
Nazwa szczytu jest pochodzenia wołoskiego, przyswojonego przez słowacki pasterzy w formie hotar i oznaczającego granicę między posiadłościami, także kamień lub inny znak graniczny. Na Słowacji jest wiele nazw geograficznych Hotar. W Polsce słowo to uległo spolszczeniu na kotar, kotarz i kocierz. Szczyt o nazwie Kotarz znajduje się także w Beskidzie Śląskim, nazw Kocierz jest wiele w Polsce.

## Szlaki turystyczne
Ujsoły – Muńczoł – Kotarz – Mała Rycerzowa. Czas przejścia na Muńczoł: z Ujsół (PKS) 2 h, z powrotem 1.30 h, z Małej Rycerzowej 1:35 h, z powrotem 1:30 h
 Ujsoły – przełęcz Kotarz – Soblówka